# Cyber Troopers Virtual-On: Oratorio Tangram
Cyber Troopers Virtual-On: Oratorio Tangram (電脳戦機バーチャロン オラトリオ・タングラム, Dennō Senki Bācharon Oratorio Tanguramu) est un jeu vidéo de combat développé et édité par Sega, sorti en 1998 sur borne d'arcade, Dreamcast et Xbox Live Arcade.

## Accueil
- GameSpot : 8,1/10[1]